# Stampe en Vertongen SV.4
De Stampe & Vertongen SV.4 is een trainer ontworpen door George Ivanow en geproduceerd door Stampe en Vertongen. Het maakte zijn eerste vlucht in 1933. En werd in de vorm van de aangepaste versie SV.4b met totaal 1050 exemplaren het meest succesvolle Belgische vliegtuig ooit geproduceerd.

## Historie
De SV.4 was een duidelijke voortzetting van de onsuccesvolle SV.3. Beide toestellen waren ontworpen door George Ivanow. Het eerste toestel maakte zijn eerste vlucht op 13 mei 1933. Van dit vliegtuig werden er zes gebouwd toen Ivanow omkwam bij een crash van een nieuw toestel, de SV.10. Op aandringen van mevrouw Elza Leysen - een goede klant en acrobatiek vlieger - werd er een aantal wijzigingen doorgevoerd aan het oorspronkelijke ontwerp, door de nieuwe ingenieur B. Demidoff. Door een meetfout werd de vleugel kleiner dan bedoeld, maar werden de prestaties hierdoor alleen maar beter. Er werden twee exemplaren gebouwd, een voor mevr. Leysen en een voor Thierry d'Huart. Deze laatste is het enige overgebleven exemplaar van voor de Tweede Wereldoorlog. Verdere orders bleven uit. In 1939 herzag Demidoff het ontwerp nogmaals om mee te dingen aan de vraag van de Belgische Luchtmacht voor een vervanger van de AVRO 530's. Met een van deze exemplaren ging Jean Stampe naar Frankrijk en kwam hij terug met een order voor dertig exemplaren. Het type werd hernoemd in SV.4b (voor bis) en in een later stadium bestelde Frankrijk er nog eens driehonderd. Omdat de Stampe fabriek deze hoeveelheden niet aankon, werd er een licentieovereenkomst gesloten met het Franse Farman. Toen de Tweede Wereldoorlog aanving, waren er dertig gebouwd, en slechts een voor de Franse order. Van de dertig bleven er vierentwintig over en deze werden naar Noord-Afrika verscheept.

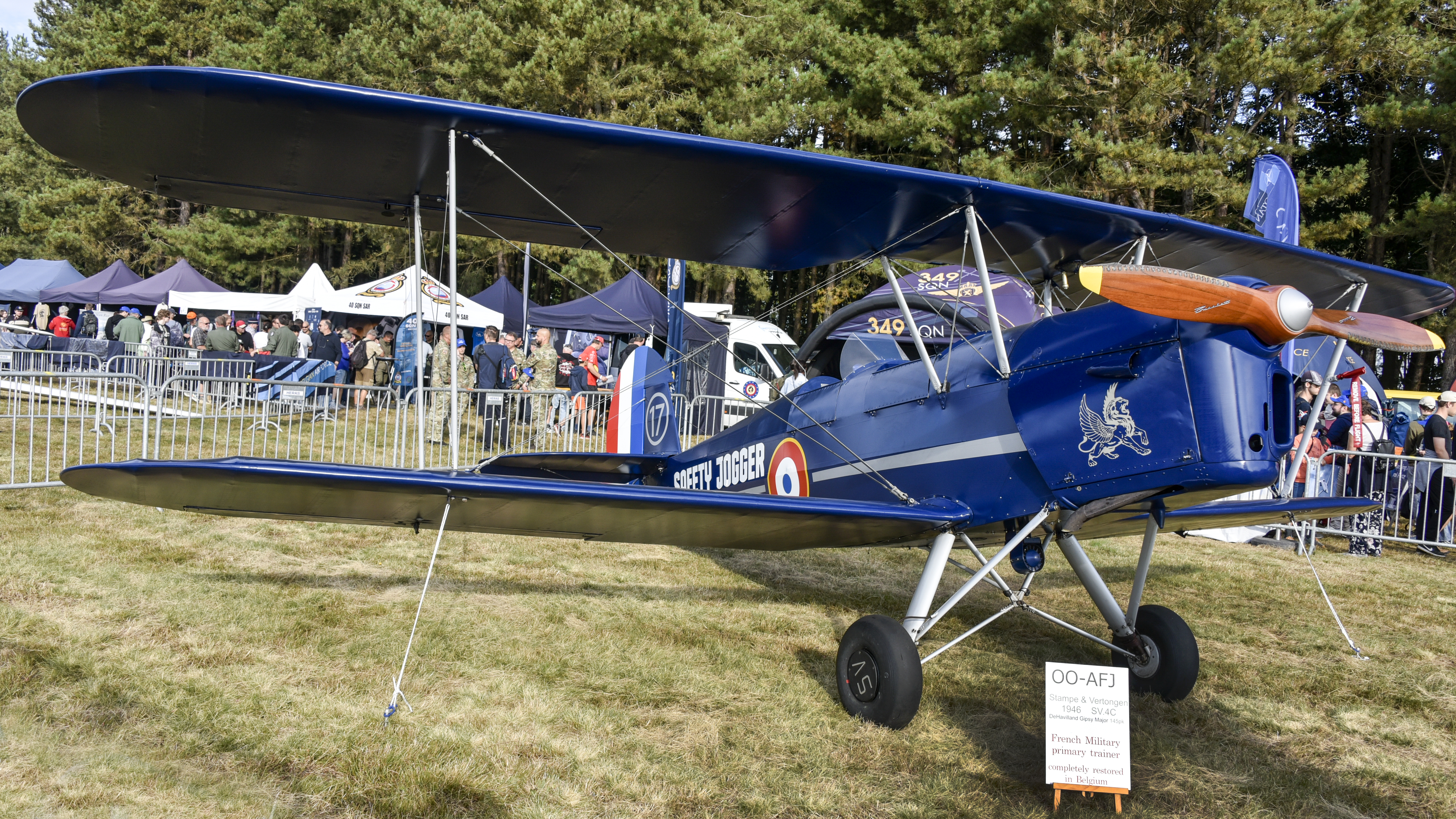
Stampe & Vertongen SV.4C op de Sanicole Airshow 2024

Na de oorlog ging Jean Stampe weer samenwerken met Alfred Renard - de eerste constructeur van Stampe en Vertongen voor Ivanow - onder de naam Stampe en Renard. De productie werd weer opgestart. De Belgische luchtmacht bestelde er vijfenzestig. In Frankrijk werden er nog eens 704 gebouwd bij SNCAN en in Algerije 150 bij AIA.

## Varianten
SV.4oorspronkelijke versie, bestaat uit drie verschillende versies. De eerste zes uit 1933, de twee op verzoek van mevr. Leysen uit 1937 en de twee die aan de competitie meedongen voor een vervanger van de AVRO 530 van de Belgische Luchtmacht in 1939
SV.4bverbeterde versie van de SV.4 met een 130 hp/97 kw de Havilland Gipsy Major I. De 65 SV.4b's die na de oorlog waren gebouwd zijn uitgerust met een zwaardere Blackburn Cirrus Major of Gipsy Major X motor
SV.4CIn licentie gebouwde variant met een 140 hp/104 kw Renault 4-Pei motor en gesloten cockpit
SV.4Aacrobatiek trainer met 140 hp/104 kw Renault 4-PO5 motor
SV.4Denkel exemplaar uitgerust met een 175 hp/130 kw Mathis GR7 motor
SV.4Eexemplaren met een Lycomping AEIO-360-B2F motor met 180 hp/132 kW
Een aantal exemplaren zijn uitgerust met andere motoren zoals de Lycoming O-320, Ranger 6 of een LOM 332b. Er zijn meerdere exemplaren, uitgerust met een Lycoming motor, wordt aangeduid als SV.4E.

## Galerij

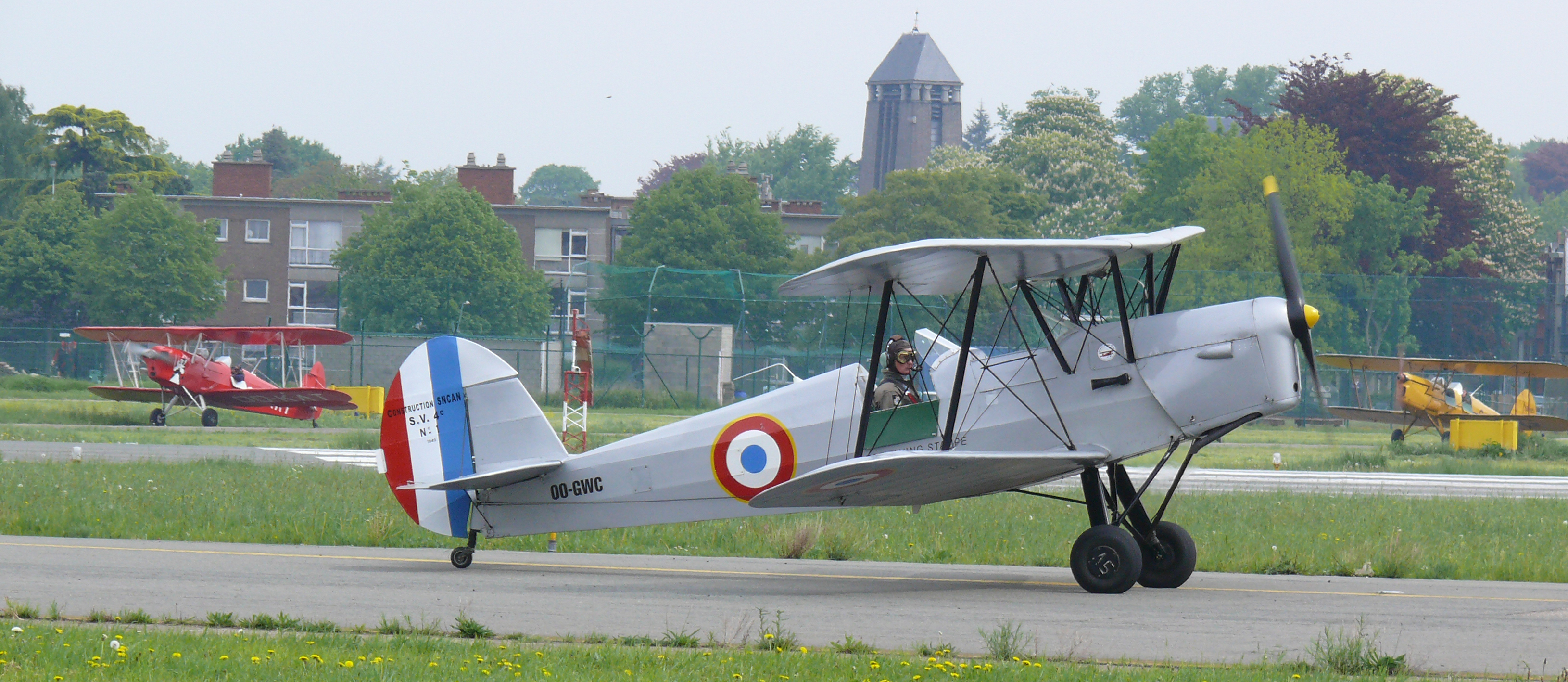
Stampe & Vertongen SV-4A OO-GWC
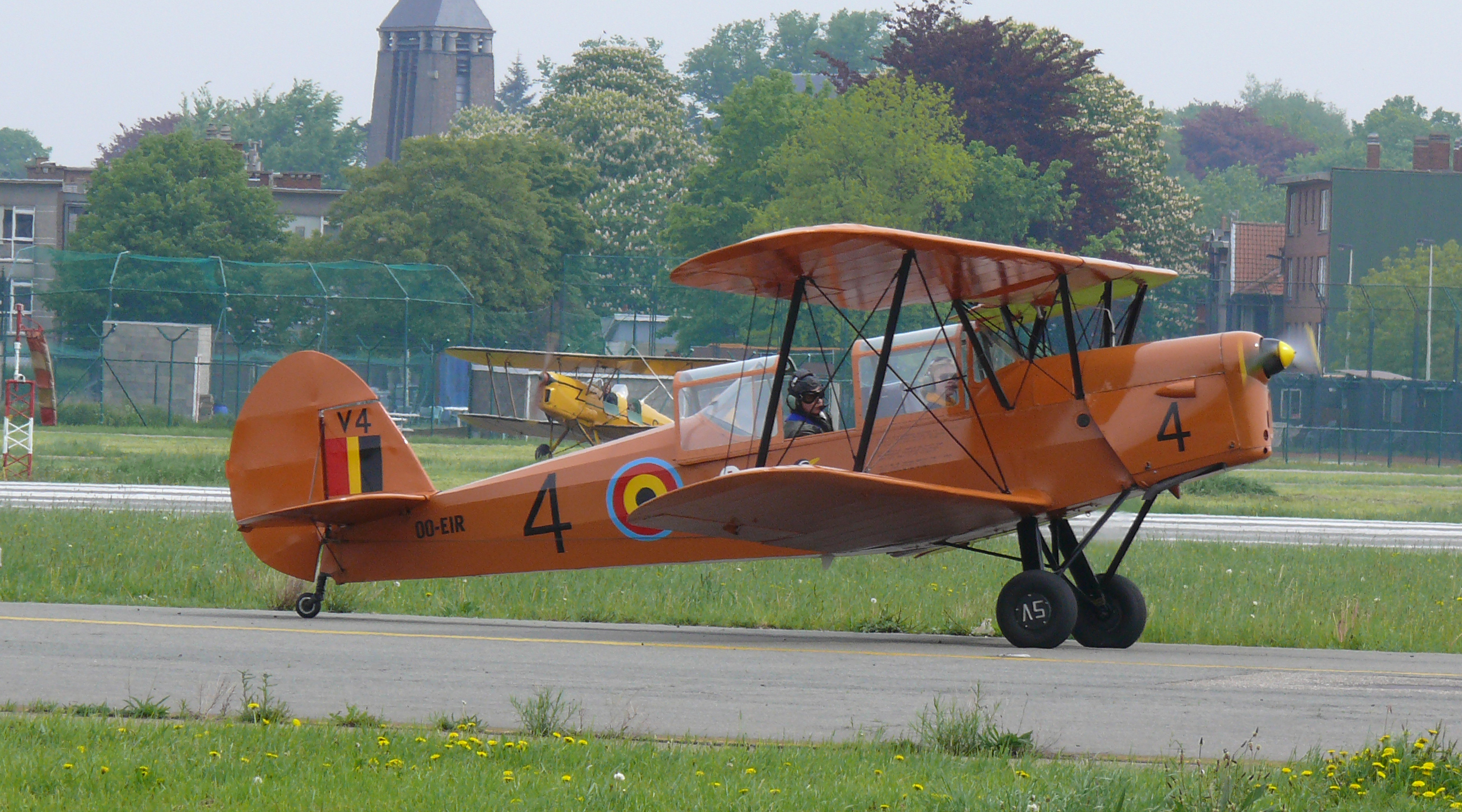
Stampe & Vertongen SV-4B V4
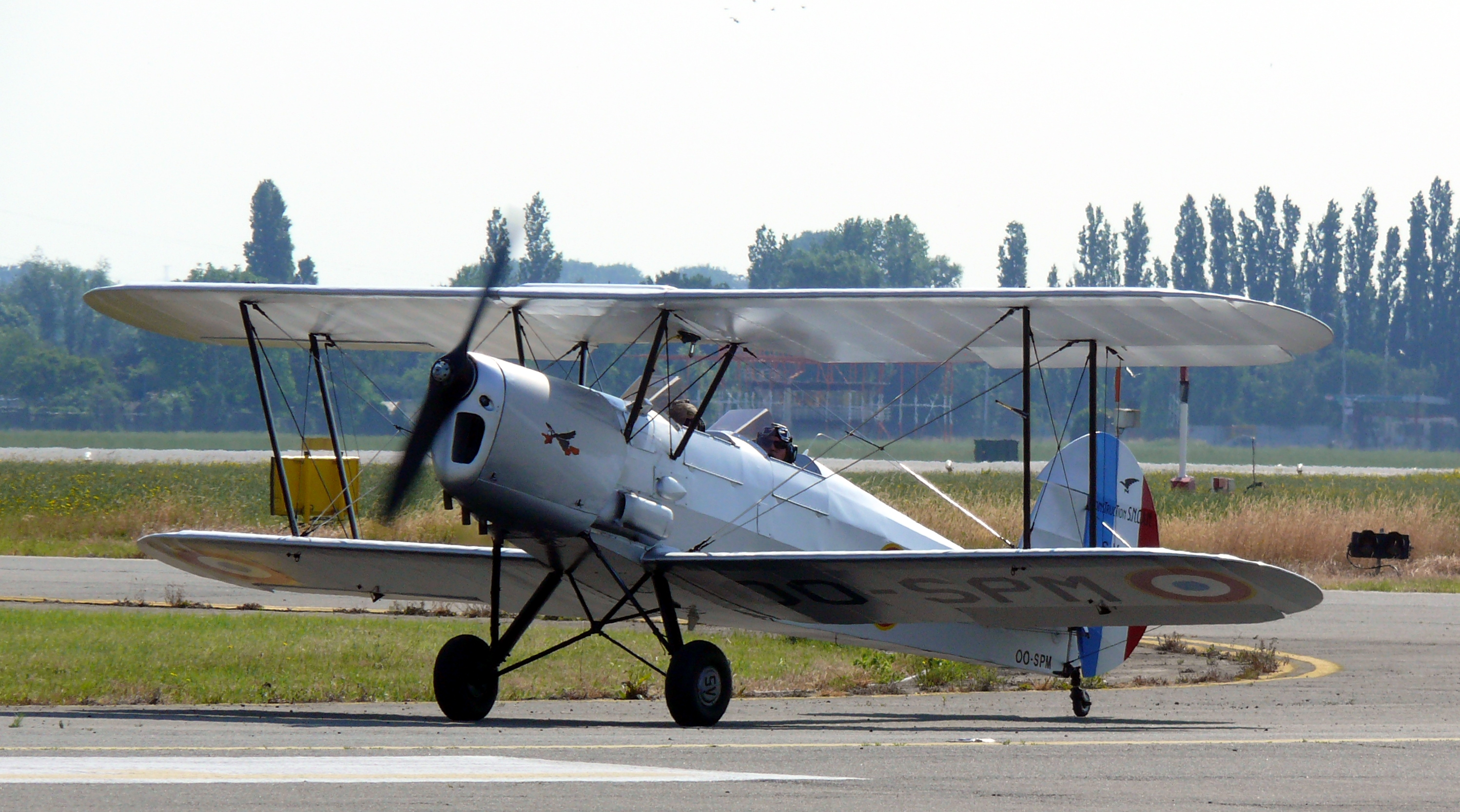
Stampe & Vertongen SV-4C OO-SPM
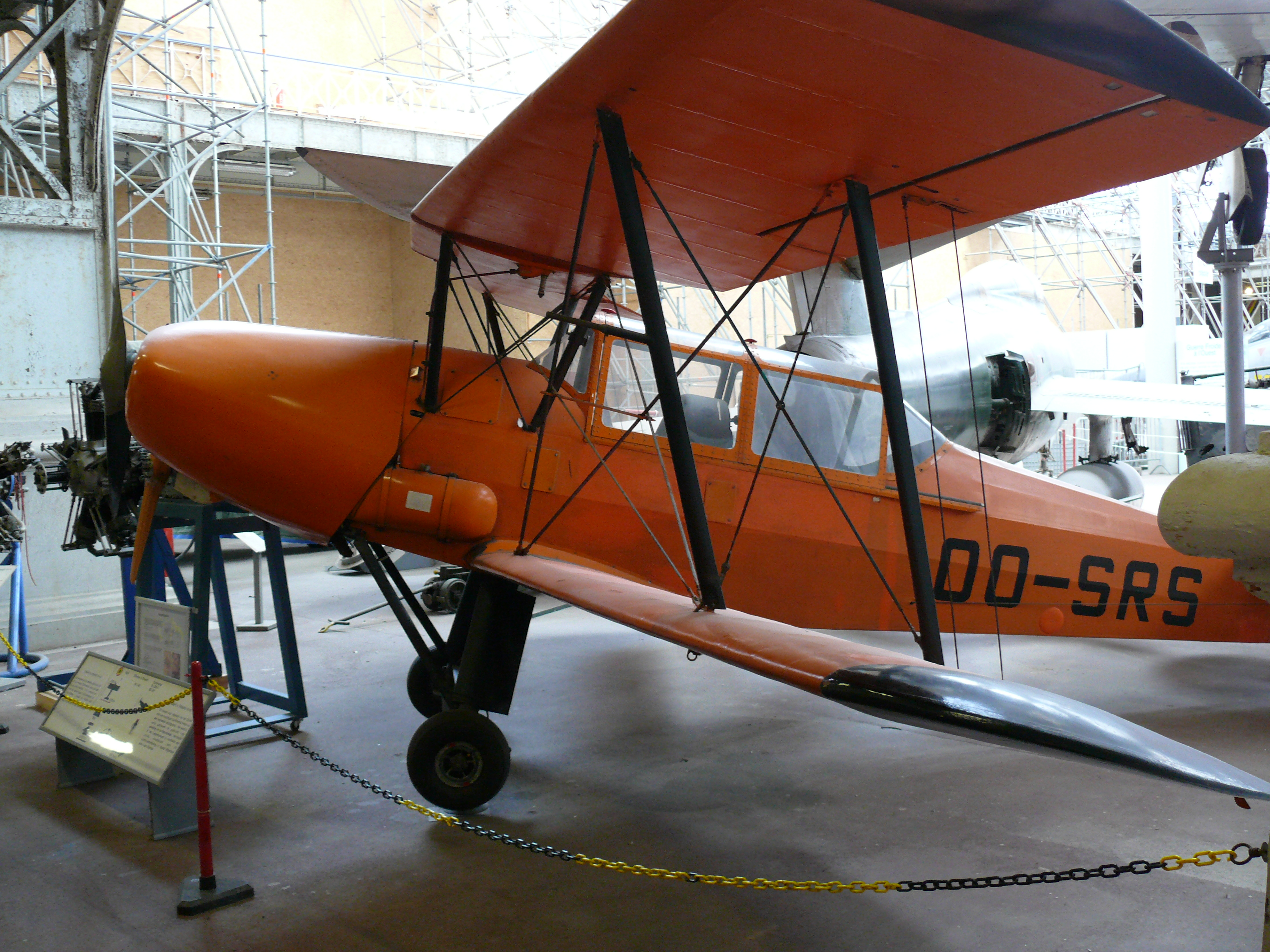
Stampe & Vertongen SV-4D OO-SRS
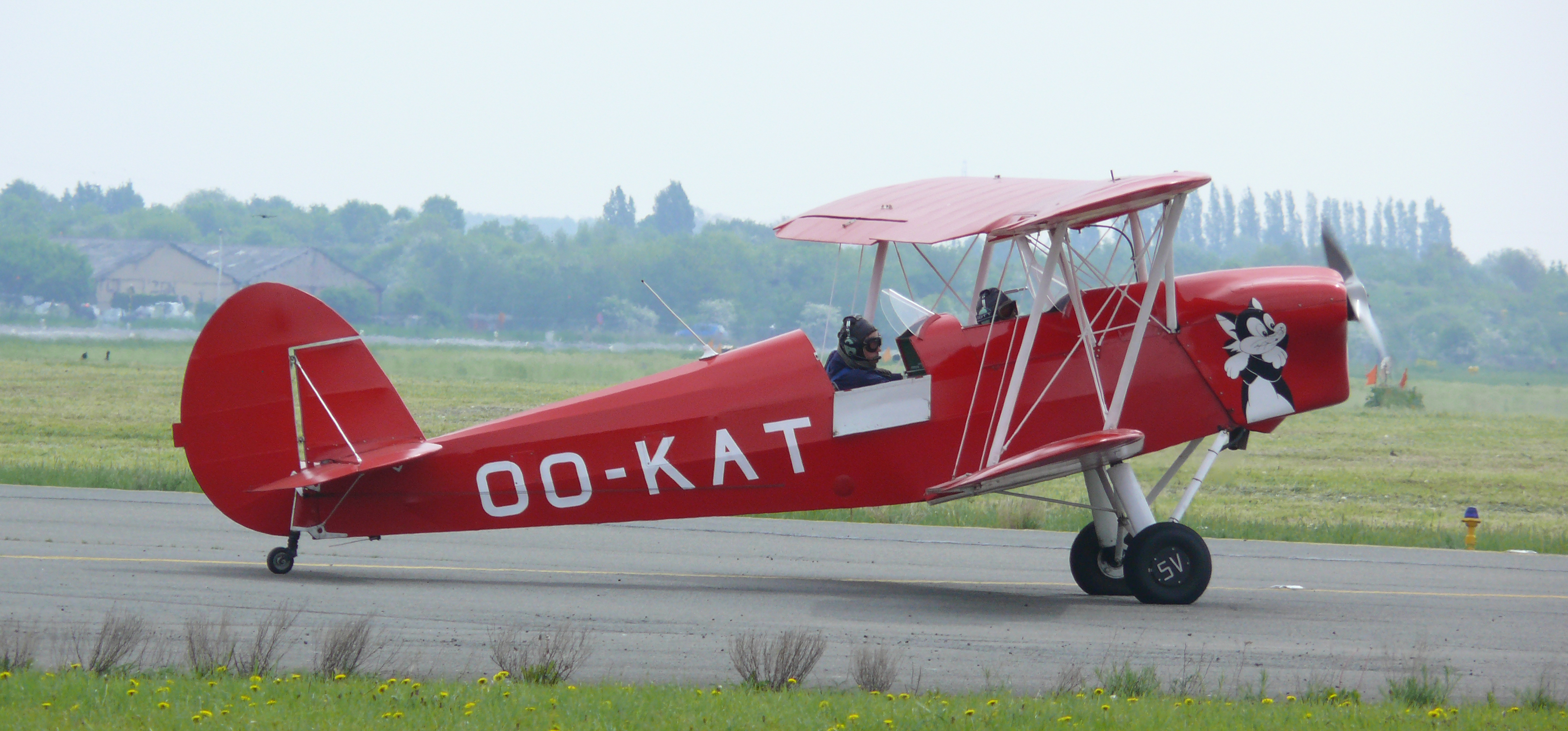
Stampe & Vertongen SV-4E OO-KAT

## Referentie
1. ↑  Stampe & Vertongen museum